# Bing Crosby Theater
Bing Crosby Theater – teatr sztuk scenicznych znajdujący się w Spokane w stanie Waszyngton, zaprojektowany przez architekta Edwina Houghtona. Został zbudowany w 1914 roku jako 800-miejscowe kino o nazwie Clemmer Theater. Pomiędzy majem a październikiem 1925 roku, lokalna gwiazda – Bing Crosby, bardzo często występował w tym teatrze.
Z biegiem lat teatr popadał w ruinę, dopóki nie został zakupiony przez lokalną firmę w 1988 roku i odnowiony. Został wpisany do National Register of Historic Places w grudniu 1988 roku i ponownie otwarty jako Metropolitan Performing Arts Center. Odbywały się w nim wówczas koncerty, wykłady oraz prezentacje filmowe. W 2004 roku teatr został zakupiony przez lokalnego biznesmena – Mitcha Silvera, a w 2006 roku zmieniono jego nazwę na Bing Crosby Theater, gdyż stwierdzono, że miasto nie posiada zabytków nazwanych na cześć Binga Crosby'ego – aktora i piosenkarza, który wychowywał się i dorastał w Spokane.